# Liste der Monuments historiques in Luttange
Die Liste der Monuments historiques in Luttange führt die Monuments historiques in der französischen Gemeinde Luttange auf.

## Liste der Bauwerke
| Bezeichnung         | Beschreibung                                                                       | Standort               | Kennzeichnung | Schutzstatus | Datum | Bild           |
| ------------------- | ---------------------------------------------------------------------------------- | ---------------------- | ------------- | ------------ | ----- | -------------- |
| Châreau de Luttange | Burganlage, 13. oder 14. Jahrhundert, ab dem 16. Jahrhundert zum Schloss ausgebaut | Rue de l’Église (Lage) | PA00106798    | Inscrit      | 1979  | weitere Bilder |